# سنجل
سِنْجِل بلدة من بلدات فلسطين، تتبع إداريا لمحافظة رام الله والبيرة، تقع إلى الشمال الشرقي من مدينة رام الله وعلى بعد 21 كم منها، ويوجد عدد كبير ممن ينتسبوا إليها في المهجر. ترتفع عن سطح البحر حوالي 800 م، وتبلغ مساحة البلدة العمرانية حوالي 510 دونماً، ويقدر عدد سكانها لعام 2025 قرابة 6721 نسمة.

## حدود القرية
تقع بلدة سنجل إلى الشمال من مدينة رام الله على بعد حوالي 21كم، حيث أنها تربط الشمال بالجنوب لوقوعها بين محافظتي رام الله ونابلس، وتتربع على تلة شامخة تبلغ في أقصى ارتفاع لها عن مستوى سطح البحر 860 متر وأدنى ارتفاع لها عن مستوى سطح البحر680 متر.
وتحيط بأراضي سنجل أراضي قرى وبلدات: قريوت، ترمسعيا، اللبن الشرقية، عبوين، عارورة، جلجيلية، المزرعة الشرقية.

## التسمية
يعود اسم سنجل إلى عهد الصليبيين، حيث أقام فيها أمير تولوز الفرنسي ريمون دي سان جيل من أمراء الفرنجة، وبنى فيها ديرا، وعرفت حينها باسمه سان دي جيل، وحين حررت فلسطين على يد المسلمين حور الاسم إلى سنجل.

## السكان
بلغ عدد سكان القرية عام 1922م حوالي 934 نسمة، وفي عام 1945م 1320 نسمة، وبعد عدوان حزيران 1967م بلغ عدد سكانها حسب الإحصاء الصهيوني 1823 نسمة، ارتفع هذا العدد ليصل عام 1987م حوالي 3733 نسمة، ويعود بعض السكان بأصولهم إلى حوران بشمال الاردن، وقد بلغ عدد سكانها وفقاً لإحصاء عام 2007 للسكان عدد سكانها 5743 نسمة (لا يشمل المغتربين).

## التاريخ
يقال بأن بها البئر التي القي فيها يوسف من قبل إخوانه، ويعتقد بأن سنجل هي ساحة معركة شيلو بين بني إسرائيل والفلسطينيين التي ذكرت في العهد القديم أو التوراة.
كانت سنجل تابعة إداريا إلى الأردن بعد انتهاء الانتداب البريطاني في سنة 1948م. تعرضت القرية في عام 1952م إلى مجاعة قاسية نتيجة اصابة المحاصيل بدودة، وحصلت على اعانات من العراق والولايات المتحدة.
في نكسة حرب 1967م، سيطرت إسرائيل عسكريا وإداريا عليها، وبعد اتفاق أوسلو للسلام، حصلت السلطة الفلسطينية على بعض الصلاحيات الإدارية في سنجل.

## المساحة
تبلغ مساحة أراضي القرية حوالي 14200 دونم يزرع فيها الزيتون، والعنب وأشجار التين والبرقوق كما وتشتهر البلدة بزراعة المحاصيل الشتوية والصيفية نظرا للسهول التي تحيط بالبلدة تعتمد القرية في مياه الشرب والري على نبع يقع في وسط القرية ولها خزان وأنابيب يتناول السكان ما يحتاجونه من الماء وتعرف هذه العين (جب يوسف) وفي القرية بعض آبار الجمع لمياه الأمطار.

## مؤسسات القرية
التعليم: في القرية خمس مدارس، مدرسه ذكور سنجل الثانوية ومدرسه ذكور سنجل الاعدادية ومدرسه أبو بكر الصديق الأساسية ومدرسة الإسراء الثانوية للبنات ومدرسة بنات سنجل الاساسية، وروضة أطفال.
المساجد: تحتوي القرية على أربع مساجد وهي المسجد الكبير «مسجد النعيم» الذي يقع وسط البلد والمسجد القديم يقع في منطقه البلدة القديمة ومسجد النور يقع في منطقه المزيرعه التي هي أيضا حي كبير من احياء سنجل يحوي العديد من البناء الحديث فهي منطقة حديثة المنشا بالإضافة إلى مسجد الفاروق الذي تم بناءه حديثا في منطقة الوعر الغربي.
الصحة: تتوفر في القرية الخدمات الصحية حيث يوجد عيادة طبية واحدة، ومركز لرعاية الأمومة والطفولة.
الرياضة: يوجد نادِ رياضي اجتماعي، له فريق متميز على مستوى الوطن في كرة الطائرة، وهي اللعبة التي تشتهر وتتميز بها سنجل منذ القدم واحرزت لقب بطل فلسطين عدة مرات.
إضافة إلى وجود خدمات البريد، والهاتف، الجمعية التعاونية النسائية للتنمية الريفية.

## الأماكن الدينية والأثرية
يقوم جامع القرية على موقع الكنيسة التي أشادها الفرنجة، وفي غرب القرية مزار يحمل اسم (الشيخ عمر الضمري)، ويوجد أيضا بعض المدافن والقطع والأعمدة الأثرية، والعديد من الخرب وأشهرها خربة (رأس الدير) تحتوي على أنقاض دير وكنيسة، وخربة البرج وخربة غرابه.
كما يوجد في قرية سنجل مقام يدعى أبو العوف في الجهة الشمالية من القرية، ويقال ان هناك في القرية حارات ومنها المغراق ويوجد فيها مكان يدفن فيه الناس يسمى (الفستقية) على زمان الفرنجة، كما يوجد حارة الميسة والتوتة والحارة الغربية والشرقية، كما يوجد في قرية سنجل منطقة تسمى شوريا سميت بسبب تشاور اخوان يوسف في امر الكيد من اخوهم يوسف.
المناطق السياحية وهي الشميس: وهو يحتوي على اشجار الصنوبر المغراق: وهي حارة اثرية واشبه بالمناطق الغابية أبو العوف.